# Albert Simonson (Richter)
Albert Siegmund Simonson (fälschlich auch Simonsohn; * 14. Juni 1854 in Berlin; † 3. Mai 1942 ebenda) war ein deutscher Reichsgerichtsrat.  

## Leben
1876 wurde er auf den preußischen Landesherrn vereidigt. 1887 wurde er Amtsrichter und war in Berlin und später in Luckenwalde tätig. 1895 wurde er Amtsgerichtsrat und arbeitete in Berlin. 1898 ernannte man ihn zum Landgerichtsrat und 1900 zum Oberlandesgerichtsrat. 1909 kam er von Breslau an das Reichsgericht. Er war im V. Zivilsenat tätig. Er wurde im Dezember 1923 in den Ruhestand versetzt. Er galt für die Nationalsozialisten als Jurist jüdischer Herkunft:

„Mittags sind wir zu Tisch bei unseren Freunden Reichsgerichtsrat Simonson und seiner Gattin. [...] Der alte Herr ist schon gebrochen. Was man diesen jüdischen Patriziern antut, offiziell und unter der Hand, ist grauenhaft. Nicht nur ein vollständiger gesellschaftlicher Boykott, die ehemaligen Kollegen wagen nicht mehr, sich im einst so begehrten reichen Hause blicken zu lassen oder gar mit den alten Leuten spazierenzugehen. Neuerdings ist eine Bestimmung der Leipziger Behörde herausgekommen, daß Juden nur in ‘Judenhäusern’ wohnen dürfen. So hat der Hauswirt ihnen die schöne große Wohnung gekündigt, und mit über 80 Jahren müssen die Greise nun in ein Judenhaus ziehen. Das hat ihnen einen furchtbaren Stoß gegeben, sie empfinden es als eine Schmach, als eine Kränkung. Denn sie sind ja nicht - dies ist die besondere Tragödie dieser Menschen - Juden, sie wollen es nicht sein, sie waren es nie. Preußisch, national, evangelisch bis in die Knochen, immer bereit, sich zu assimilieren, mit einem adeligen Schwiegersohn - der jetzt wegen der jüdischen Frau aus seinem Amt hinausgeworfen worden ist! -, werden sie von den wirklichen Juden als Renegaten, von den Nazis als Juden behandelt.“

## Familie
Er heiratete 1887 Gertrud Simonson, geb. Mende (1859–1944/45). Das Ehepaar konvertierte kurz nach der Hochzeit vom jüdischen zum evangelisch-lutherischen Glauben. Das Paar hatte zwei Kinder, Ilse (1888–1944) und Werner (1889–1991). 1935 mussten sie aus der Schwägrichenstraße in die Beethovenstraße umziehen. Sie zogen 1940 nach Berlin-Grunewald. Mutter und Tochter wurden 1943 nach Theresienstadt deportiert. Die Mutter gilt als vermisst. Die Tochter wurde 1944 in Auschwitz umgebracht. Sohn Werner musste im Nationalsozialismus seine vielversprechende Richterkarriere aufgeben und emigrierte 1939 nach Großbritannien. Dort wurde er anglikanischer Pfarrer.

## Schriften
- Das deutsche Scheckgesetz vom 11. März 1908, unter besonderer Berücksichtigung der Entscheidungen des Reichsgerichts erläutert. Berlin 1924.